# Équipe cycliste Exergy

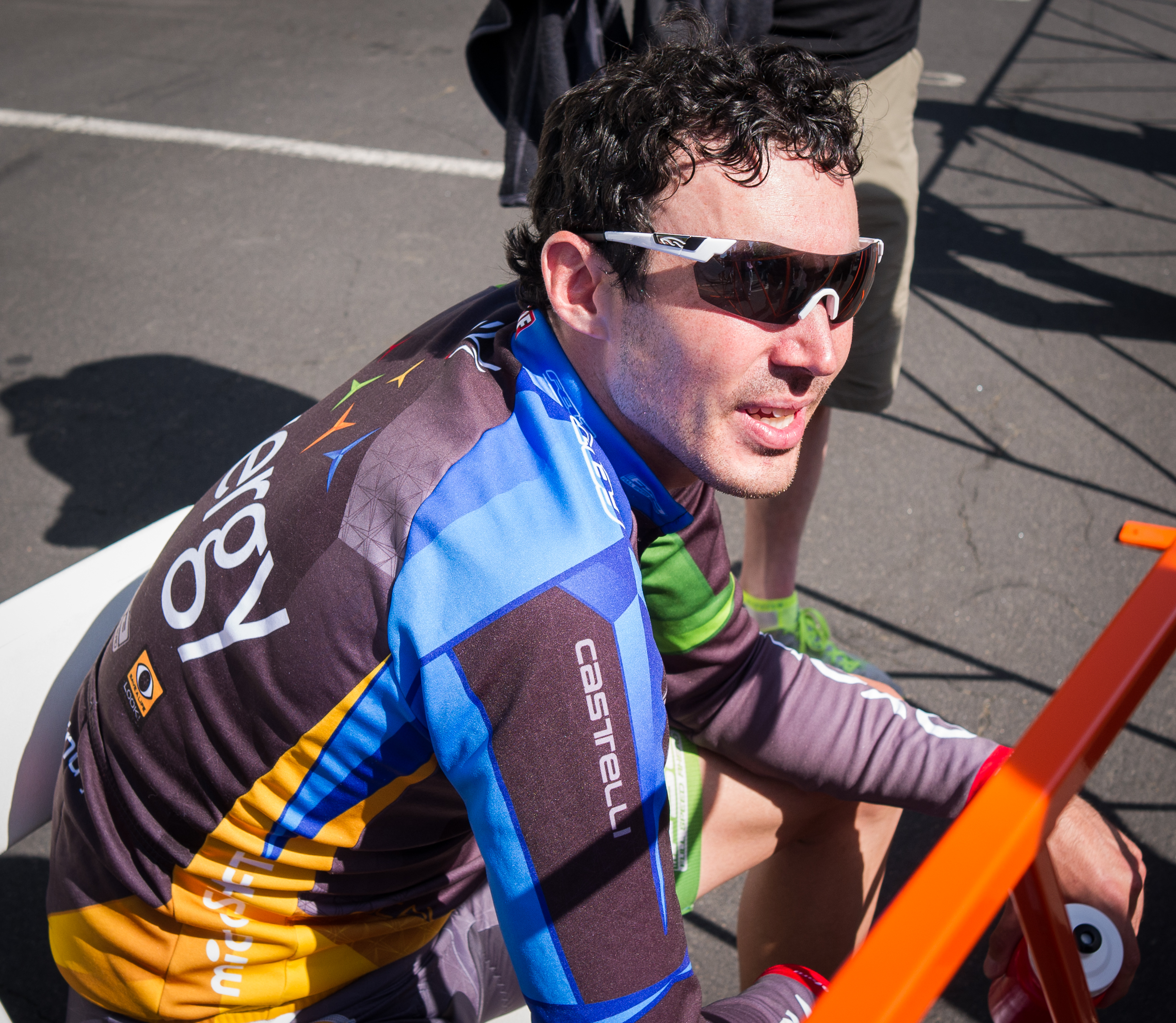
Sam Johnson lors du Tour de Californie 2012.

L'équipe cycliste Exergy est une équipe cycliste américaine, qui a existé de 2009 à 2012. Durant son existence, elle court avec le statut d'équipe continentale de 2011 à 2012. La structure est créée en 2009 sous forme d'équipe amateur.
Elle ne doit pas être confondue avec l'équipe féminine Exergy Twenty12.

## Classements UCI
L'équipe participe aux épreuves des circuits continentaux et principalement les courses du calendrier de l'UCI America Tour. Les tableaux ci-dessous présente les classements de l'équipe sur les circuits, ainsi que son meilleur coureur au classement individuel.
UCI America Tour
| Saison | Classement par équipes | Meilleur coureur au classement individuel |
| ------ | ---------------------- | ----------------------------------------- |
| 2011   | 24e                    | Fred Rodriguez (108e)                     |
| 2012   | 17e                    | Fred Rodriguez (32e)                      |

## Exergy en 2012[6]

### Effectif
| Cycliste           | Date de naissance | Nationalité | Équipe 2011                                 |
| ------------------ | ----------------- | ----------- | ------------------------------------------- |
| Andrés Alzate      | 30.12.1989        | Colombie    |                                             |
| Carlos Alzate      | 23.03.1983        | Colombie    | UnitedHealthcare of Georgia/The 706 Project |
| Kirk Carlsen       | 25.05.1987        | États-Unis  | Predator Carbon Repair                      |
| Benjamin Chaddock  | 09.04.1985        | Canada      | SmartStop-Mountain Khakis                   |
| Matt Cooke         | 08.05.1979        | États-Unis  | Jamis-Hagens Berman                         |
| Zachary Davies     | 27.12.1985        | États-Unis  |                                             |
| Andrés Miguel Díaz | 20.01.1984        | Colombie    | Elbowz Racing-Boneshaker Project            |
| Noé Gianetti       | 06.10.1989        | Suisse      |                                             |
| Sam Johnson        | 04.07.1983        | États-Unis  |                                             |
| Quinn Keogh        | 03.10.1984        | États-Unis  |                                             |
| Logan Loader       | 25.07.1989        | États-Unis  | Cash Call Mortgage                          |
| Conor Mullervy     | 08.04.1988        | États-Unis  | Champion System-Stan S no Tubes             |
| Kevin Mullervy     | 08.04.1988        | États-Unis  | Champion System-Stan S no Tubes             |
| Fred Rodriguez     | 03.09.1973        | États-Unis  | Jelly Belly-Kenda                           |
| Morgan Schmitt     | 03.01.1985        | États-Unis  | Jelly Belly-Kenda                           |
| Serghei Țvetcov    | 29.12.1988        | Moldavie    | Aerocat                                     |

### Victoires
| Date       | Course                     | Pays   | Classe | Vainqueur  |
| ---------- | -------------------------- | ------ | ------ | ---------- |
| 14/06/2012 | 3e étape du Tour de Beauce | Canada | 2.2    | Matt Cooke |